# Leonora Speyer
Pour les articles homonymes, voir Speyer.
Leonora Speyer, Lady Speyer (née von Stosch) (7 novembre 1872 – 10 février 1956) est une violoniste et poétesse américaine.

## Biographie

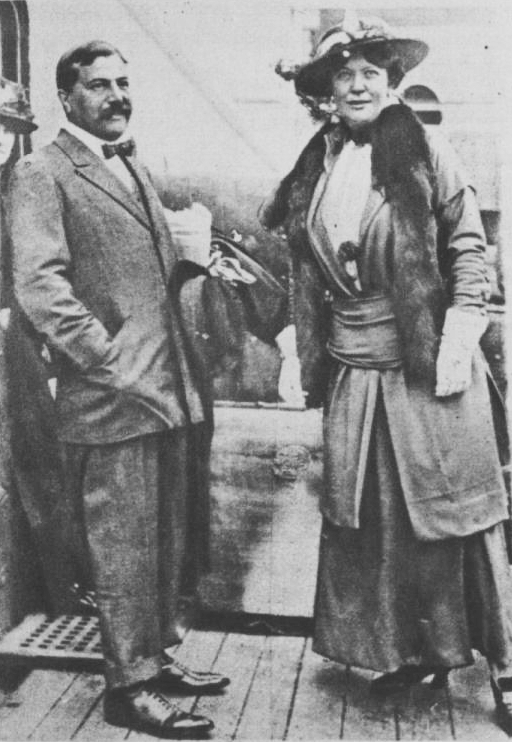
Leonora Speyer et Sir Edgar Speyer, vers 1921

Leonora Speyer naît à Washington. Elle est la fille du comte Ferdinand von Stosch, originaire de Manze en Silésie (depuis Mańczyce en Pologne), qui combattit pour l'Union pendant la guerre de Sécession, et de Julia Schayer (en), une écrivaine.
Elle étudie le violon dans la classe d'Alexandre Cornélis au Conservatoire royal de Bruxelles puis à Leipzig, afin de devenir une violoniste professionnelle. Elle fait ses débuts avec l'Orchestre symphonique de Boston à dix-huit ans. Elle fut dirigée par Arthur Nikisch et Anton Seidl, entre autres. 
Elle épouse Louis Meredith Howland en 1894 dont elle divorce à Paris in 1902, puis le banquier londonien Edgar Speyer (en) (qui deviendra Sir Edgar). Le couple vivra à Londres jusqu'en 1915.
Sir Edgar avait des ancêtres allemands et ils furent contraints de quitter l'Angleterre pour se réfugier à New York, où lady Speyer commence à écrire de la poésie. Elle obtient le prix Pulitzer 1927 pour la poésie pour Fiddler's Farewell.
Elle a eu quatre filles : Enid Howland avec son premier mari et Pamela, Leonora et Vivien Claire Speyer avec le second,.

## Distinctions
- Golden Rose Award (en)
- Prix Pulitzer

## Œuvres
- « April on the Battlefields », The Second Book of Modern Verse (1919). about.com
- « A Note from the Pipes », The Second Book of Modern Verse (1919). about.com
- « Suddenly », Anthology of Magazine Verse for 1920, Bartleby.com
- « Song », Anthology of Magazine Verse for 1920, Bartleby.com
- John Farrar, The Bookman Anthology of verse, Kessinger Publishing, 2004  — contient « Measure Me Sky », « The Pet », p. 82-83
- American Poets, An Anthology Of Contemporary Verse (1923)
- Fiddler's Farewell (1926)
- Slow Wall; poems, new and selected (1939)
- Slow wall; poems, together with Nor without music (1944)

### Traduction
- (en) Hans Trausil, Holy Night; A Yule-Tide Masque, Sunwise Turn, 1919 (lire en ligne)